# Fernanda Lima
Fernanda Cama Pereira Lima (Porto Alegre, 25 de junho de 1977) é uma apresentadora, modelo e empresária e ex-atriz brasileira.
Com uma pequena carreira no teatro, cinema e na TV, firmou-se como apresentadora de televisão, fazendo sucesso nas emissoras MTV Brasil, RedeTV! e Rede Globo onde apresentou o famoso programa Amor & Sexo. Em 2014, apresentou o sorteio dos grupos da Copa do Mundo de 2014 e o FIFA Ballon d'Or.

## Biografia

### Modelo
Uma de três filhos – ela e dois irmãos – de dois professores de Educação Física, ainda criança já mostrava interesse pelo jornalismo e pelo mundo artístico, criando coreografias elaboradas em festinhas de famílias e indo às ruas com os primos carregando câmeras para fazer pesquisas de intenção de votos em épocas de eleição, editando o material gravado em casa. Começou a carreira de modelo aos 14 anos, descoberta por um fotógrafo no litoral gaúcho, conheceu o mundo, chegando a morar durante cinco meses no Japão, em Milão e em Zurique nos anos 1990, ainda adolescente. De volta ao Brasil, mudou-se para São Paulo. Como modelo, no Brasil e no exterior, já foi fotografada para várias de capas e editoriais de moda, e campanhas publicitárias.

### Televisão
Em 1999 fez sua estreia na televisão na MTV Brasil, no comando do Mochilão MTV. Fazendo este programa, onde conheceu o Havaí, decidiu-se a estudar Comunicação e, de volta a São Paulo, cursou e formou-se em Jornalismo pela FIAM. Neste mesmo ano transferiu-se a convite para a RedeTV! onde em novembro estreou no canal apresentando dois programas, Interligado, direcionado ao público jovem, que veiculava vídeo clipes e assuntos musicais e de interesse dos adolescentes e o TV Escolha, sessão de cinema  transmitida aos domingos e onde o telespectador escolhia os filmes que seriam apresentados.
Depois de nove meses na RedeTV! foi convidada para retornar à emissora anterior e, em agosto de 2000, voltou a apresentar o Mochilão MTV, o Luau MTV e o Fica Comigo, que estreou em outubro do mesmo ano. Em fevereiro de 2005 foi contratada pela Rede Globo para substituir Angélica no quadro Vídeo Game, apresentado no programa Vídeo Show, durante a gestação e licença maternidade da apresentadora titular. Logo após recebeu convite para atuar na novela Bang Bang, trama ambientada numa cidade de velho oeste refletindo diretamente o Brasil, onde foi a protagonista Diana Bullock. Com dedicação, ela aceitou o desafio, fazendo aulas de artes marciais e contratando uma fonoaudióloga. Mesmo assim, sua escolha para o papel principal, e sua interpretação da personagem, receberam várias críticas da imprensa especializada, que relacionou o fraco desempenho de Fernanda aos baixos índices de audiência da novela. Apesar disso, antes mesmo da novela acabar, ela foi convidada para participar de Pé na Jaca, onde viveu a personagem Maria Bo, conseguindo melhor recepção da crítica e a simpatia do telespectador. Ela também teve um quadro temporário no programa Fantástico, Daqui para Frente, participou do especial Por Toda Minha Vida, e voltou a substituir Angélica no  programa Vídeo Game durante a licença-maternidade.
Em agosto de 2009, estreou seu novo programa semanal Amor & Sexo, que tem como tema principal o sexo e assuntos de relacionamento. Em 2014, apresentou o programa musical SuperStar na Rede Globo ao lado de André Marques. No mesmo ano, foi convidada para apresentar o Vídeo Show, mas recusou a proposta. Em 2017 o reality SuperStar é substituído pelo formato criado pela globo Popstar onde Fernanda comandou a primeira temporada sendo substituída pela atriz Taís Araújo na segunda, para Fernanda ficar dedicando-se apenas ao programa Amor & Sexo. Em outubro de 2018 Fernanda estreia a última temporada de Amor & Sexo que após uma queda brusca de audiência e várias polêmicas é encerrado pela TV Globo.

#### "Musa" da Copa de 2014

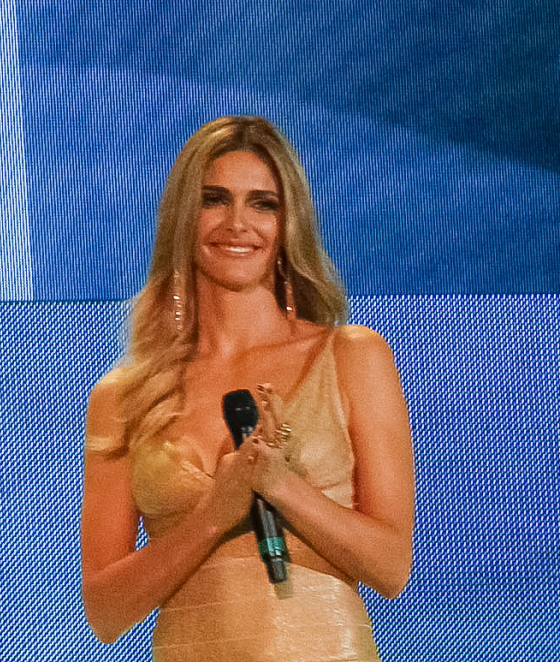
Fernanda durante o sorteio dos grupos da Copa do Mundo FIFA de 2014.

Contratada pela FIFA, em julho de 2010 Fernanda apresentou, ao lado de seu marido Rodrigo Hilbert, o lançamento do emblema da Copa de 2014 no Brasil diretamente da África do Sul e em julho de 2011, ao lado do também apresentador Tadeu Schmidt, o sorteio das Eliminatórias da Copa 2014. Em dezembro de 2013, novamente ao lado de Rodrigo Hilbert, apresentou o sorteio das chaves da Copa do Mundo de 2014. Sua participação neste evento, visto ao vivo por mais de 500 milhões de espectadores de 200 países em todo mundo,  a transformou em notícia internacional, sendo considerada a "deusa" e a "musa" da Copa do Mundo pela imprensa estrangeira.
O decote do vestido usado por Fernanda durante a apresentação do sorteio, causou a censura à transmissão ao vivo do evento no Irã, um dos classificados para a Copa. As autoridades do país – que tem restrições culturais e religiosas ao vestuário feminino e onde mulheres não podem ir a jogos de futebol – suspenderam a transmissão em tempo real assim que descobriram que a apresentadora ficaria no palco por toda a transmissão e a população iraniana só soube do resultado do sorteio após o encerramento do mesmo.
Ao final de 2013, ela foi incluída em uma lista dos 10 brasileiros que mais se destacaram no noticiário internacional daquele ano, elaborada pela BBC Brasil. Em janeiro de 2014 foi a apresentadora oficial do Ballon d'Or da FIFA ao lado do ex-jogador de futebol holandês naturalizado surinamês Ruud Gullit.
Por causa da enorme repercussão com o sorteio da Copa, Fernanda foi convidada a apresentar em Londres o National Television Awards, o maior prêmio da televisão inglesa.

#### Paralimpíadas Rio 2016
Em 2016, foi nomeada Embaixadora dos Jogos Paralímpicos no Rio de Janeiro.

## Vida pessoal
Descendente de catalães e portugueses, e torcedora assumida do Grêmio Porto Alegrense, Fernanda vive uma união estável desde 2006 com o também ator Rodrigo Hilbert, a quem conheceu em um luau na Praia de Ipanema.
Eles começaram o namoro em 2001, se separaram em 2005, reatando a relação em 2006, ano em que foram morar juntos. Fernanda, inclusive, chegou a declarar que não existia fidelidade no início da relação com Hilbert, pois os dois eram jovens, ricos e bonitos, e queriam curtir muito a vida.
Em 18 de abril de 2008 nasceram de parto normal, no Rio de Janeiro, os filhos gêmeos do casal: João Lima Hilbert e Francisco Lima Hilbert.
Em 27 de outubro de 2019 nasceu, de parto normal, em São Paulo, a sua terceira filha, Maria Manoela Lima Hilbert. 
Atuando no ramo empresarial, tornou-se sócia de um restaurante de comida natural, em São Paulo. Desde adolescente é  vegetariana e praticante de ioga.
Seu pai morreu devido às compilações causadas pela Sars-Cov-2 em 2020.
Em 9 de março de 2024, sua mãe morreu aos 80 anos 25 dias depois de descobrir um câncer no pâncreas em um hospital de Porto Alegre.

## Filmografia

### Televisão
| Ano     | Título                        | Personagem / Função                     | Nota                                      |
| ------- | ----------------------------- | --------------------------------------- | ----------------------------------------- |
| 1999    | Mochilão MTV                  | Apresentadora                           |                                           |
| 1999—00 | Interligado                   | Apresentadora                           |                                           |
| 1999—00 | TV Escolha                    | Apresentadora                           |                                           |
| 2000—03 | Luau MTV                      | Apresentadora                           |                                           |
| 2000—03 | Fica Comigo                   | Apresentadora                           |                                           |
| 2000—02 | Ford Super Model Brazil       | Apresentadora                           |                                           |
| 2002    | Desejos de Mulher             | Ankita                                  |                                           |
| 2002—03 | Mochilão MTV                  | Apresentadora                           |                                           |
| 2002—03 | Vídeo Music Brasil            | Apresentadora                           |                                           |
| 2005    | Vídeo Game                    | Apresentadora                           | Durante a licença maternidade de Angélica |
| 2005—06 | Bang Bang                     | Diana Bullock                           |                                           |
| 2006—07 | Pé na Jaca                    | Branca Maria Botelho Bulhões (Maria Bô) |                                           |
| 2006—11 | Por Toda Minha Vida           | Apresentadora                           |                                           |
| 2007—08 | Vídeo Game                    | Apresentadora                           | Durante a licença maternidade de Angélica |
| 2007    | Fantástico                    | Apresentadora                           | Quadro: "Daqui pra Frente"                |
| 2008    | Beleza Pura                   | Ela mesma                               |                                           |
| 2008—09 | Fantástico                    | Apresentadora                           | Quadro: Menina Fantástica                 |
| 2009—18 | Amor & Sexo                   | Apresentadora                           |                                           |
| 2013    | Criança Esperança             | Apresentadora                           |                                           |
| 2013    | Sangue Bom                    | Ela mesma                               |                                           |
| 2014—16 | Superstar                     | Apresentadora                           |                                           |
| 2015    | Show da Virada                | Apresentadora                           |                                           |
| 2015    | Os Suburbanos                 | Sônia                                   | Episódio 3: "Bombou na Internet"          |
| 2017    | Popstar                       | Apresentadora                           |                                           |
| 2017    | Chacrinha, O Eterno Guerreiro | Jurada                                  |                                           |
| 2020    | Caminho Zen                   | Apresentadora                           |                                           |
| 2021    | Bem Juntinhos                 | Apresentadora                           |                                           |

### Cinema
| Ano  | Filme                                    | Papel              |
| ---- | ---------------------------------------- | ------------------ |
| 2003 | Stuck on You                             | Susie              |
| 2004 | Didi quer ser criança                    | Sandrinha (adulta) |
| 2004 | A Dona da História                       | Maria Helena       |
| 2004 | Cine Gibi                                | Ela mesma          |
| 2008 | Maria Ninguém                            | Brigitte Bardot    |
| 2009 | Flordelis - basta uma palavra para mudar | Bianca             |

## Prêmios e indicações
| Ano  | Prêmio                                     | Categoria                                             | Trabalho                            | Resultado |
| ---- | ------------------------------------------ | ----------------------------------------------------- | ----------------------------------- | --------- |
| 2002 | Capricho Awards                            | Melhor Apresentador (a)                               | Fica Comigo                         | Venceu    |
| 2003 | Prêmio Qualidade Brasil - SP               | Melhor Apresentadora de Programa de Auditório         | Fica Comigo                         | Indicada  |
| 2006 | Meus Prêmios Nick                          | Gata do Ano                                           | Fernanda Lima                       | Indicada  |
| 2008 | Prêmio Qualidade Brasil                    | Melhor Apresentador(a) de Programa Musical            | Por Toda Minha Vida                 | Venceu    |
| 2009 | Capricho Awards                            | Mais Estilosa Nacional                                | Fernanda Lima                       | Indicada  |
| 2009 | Prêmio Arte Qualidade Brasil               | Melhor Apresentador(a) de Programa de Auditório       | Amor & Sexo                         | Indicada  |
| 2011 | Prêmio Melhores da Revista da TV - O Globo | Melhor Apresentadora                                  | Amor & Sexo                         | Venceu    |
| 2011 | Prêmio Arte Qualidade Brasil               | Melhor Apresentador(a) de Programa de Auditório       | Amor & Sexo                         | Indicada  |
| 2012 | Prêmio Extra de Televisão                  | Melhor Apresentador                                   | Amor & Sexo                         | Indicada  |
| 2012 | Melhores do Ano NaTelinha                  | Melhor Apresentadora                                  | Amor & Sexo                         | Indicada  |
| 2013 | Troféu Guri                                | Homenagem                                             | Promover a Cultura e o Estado do RS | Venceu    |
| 2013 | Troféu Leão Lobo                           | Apresentadora                                         | Amor & Sexo                         | Venceu    |
| 2013 | Melhores do UOL e PopTevê                  | Apresentadora                                         | Amor & Sexo                         | Indicada  |
| 2013 | Prêmio Quem                                | Melhor Apresentador                                   | Amor & Sexo                         | Indicada  |
| 2014 | Troféu Internet                            | Melhor Animadora ou Apresentadora de Auditório de TV  | Amor & Sexo                         | Indicada  |
| 2014 | Prêmio Extra de Televisão                  | Melhor Apresentador                                   | Amor & Sexo                         | Venceu    |
| 2014 | Melhores do Ano NaTelinha                  | Apresentadora                                         | Amor & Sexo                         | Indicada  |
| 2014 | Melhores do UOL e PopTevê                  | Melhor Apresentador                                   | Amor & Sexo                         | Venceu    |
| 2014 | Prêmio F5                                  | Apresentadora do ano                                  | Amor & Sexo                         | Venceu    |
| 2014 | Meus Prêmios Nick                          | Gata do Ano                                           | Fernanda Lima                       | Indicada  |
| 2015 | Troféu Observatório da Televisão           | Melhor Apresentadora                                  | Superstar                           | Indicada  |
| 2015 | Troféu Internet                            | Melhor Apresentador ou Apresentadora de TV            | Superstar                           | Indicada  |
| 2015 | Troféu UOL TV e Famosos                    | Melhor Apresentadora de TV                            | Superstar                           | Indicada  |
| 2016 | Prêmio Cidadania em Respeito à Diversidade | Homenagem por contribuir com avanço dos direitos LGBT | Amor & Sexo                         | Venceu    |
| 2016 | Prêmio F5                                  | Apresentadora do Ano                                  | Amor & Sexo                         | Indicada  |
| 2016 | Troféu UOL TV e Famosos                    | Melhor Apresentadora                                  | Amor & Sexo                         | Indicada  |
| 2017 | Prêmio Extra de Televisão                  | Melhor Apresentador(a)                                | Amor & Sexo                         | Indicada  |
| 2017 | Prêmio Contigo! Online                     | Melhor Apresentadora                                  | Amor & Sexo                         | Indicada  |
| 2017 | Troféu UOL TV e Famosos                    | Melhor Apresentadora                                  | Amor & Sexo                         | Indicada  |
| 2017 | Prêmio APCA de Televisão                   | Melhor Apresentador                                   | Amor & Sexo e Popstar               | Indicada  |
| 2018 | Prêmio Extra de Televisão                  | Melhor Apresentador (a)                               | Amor & Sexo                         | Indicada  |
| 2018 | Troféu UOL TV e Famosos                    | Melhor Apresentadora                                  | Amor & Sexo                         | Indicada  |
| 2019 | Troféu Internet                            | Melhor Apresentadora                                  | Amor & Sexo                         | Indicada  |
| 2019 | Prêmio APCA de Televisão                   | Melhor Programa da TV                                 | Amor & Sexo                         | Venceu    |